# エドワード・ロウ (初代エレンボロー伯爵)
初代エレンボロー伯爵エドワード・ロウ（英: Edward Law, 1st Earl of Ellenborough、1790年9月8日 - 1871年12月22日）は、イギリスの政治家、貴族。
1842年から1844年にかけてインド総督を務め、シンドへの軍事侵攻と併合を行った。

## 経歴
1790年9月8日、初代エレンボロー男爵エドワード・ロウとその妻アンの長男として生まれる。
イートン校を経てケンブリッジ大学セント・ジョンズ・カレッジへ進学。1809年にマスター・オブ・アーツの学位を取得。
1813年から1818年にかけてミチェル選挙区選出の庶民院議員を務めたが、1818年12月13日には父からエレンボロー男爵の爵位を継承し、貴族院議員に転じる。貴族院内ではトラブルメーカーとして嫌われていたという。
1828年に初代ウェリントン公爵アーサー・ウェルズリー内閣が成立すると、王璽尚書として入閣し、さらにインド庁長官に就任した。
1834年12月から1835年4月にかけての第一次ピール内閣でもインド庁長官として入閣。
1841年9月に第二次ピール内閣が成立すると三度インド庁長官になるが、その翌月には初代オークランド伯爵ジョージ・イーデンの後任としてインド総督となることがイギリス東インド会社役員会のほぼ満場一致で決まった。11月にはイギリスを出航し、翌年2月にインドに着任した。
第一次アフガン戦争で全滅した英印軍を立て直し、カーブルを再占領して捕虜を解放することでイギリスの威光を知らしめたうえでアフガンから撤収した。以降はアフガンに対して不介入方針を取った。代わってシンドに狙いを定め、「アフガン戦争の際にシンドのアミールはイギリスに協力的でなかった」と言いがかりをつけてシンド軍事侵攻を実施した。この戦争はあまりにも大義が乏しすぎて側近からも反対されたが、エレンボロー卿は一切聞き入れなかった。そしてアミール軍を撃破してシンド併合に成功した。
しかし会社役員会からその好戦的な性格を危険視されるようになり、1844年にエレンボロー卿がグワリオール藩王国への介入を開始し始めたのを機に役員会はインド庁の反対を押し切って彼を本国に召還した。そのため総督在職は2年だけに終わった。帰国後、イギリス議会から感謝状を出された。また恩賞として1844年10月にエレンボロー伯爵位を与えられた。
1846年1月から7月にかけては第2次ピール内閣の海軍大臣を務めた。また1858年3月から6月にかけては第2次ダービー伯爵内閣でインド庁長官を務めた。
1871年12月22日に死去した。一人息子に先立たれていたため、エレンボロー伯爵位とソウザン子爵位は消滅した。エレンボロー男爵位は甥のチャールズ・トーリー＝ロウが継承した。

## 栄典

### 爵位
- 1818年12月13日、第2代エレンボロー男爵（1802年創設連合王国貴族爵位）[2]
- 1844年10月22日、初代エレンボロー伯爵（連合王国貴族爵位）[2]
- 1844年10月22日、初代ソウザン子爵（連合王国貴族爵位）[2]

### 勲章
- 1844年、バス勲章ナイト・グランド・クロス（GCB）[2][3]

### 名誉職その他
- 1828年、枢密顧問官（PC）[2][3]

## 家族
1813年に初代ロンドンデリー侯爵ロバート・スチュワートの娘オクタヴィアと結婚したが、1819年に死別した。彼女との間に子供は無かった。
1824年に海軍将校ヘンリー・ディグビーの娘ジェーンと結婚し、彼女との間に長男アーサーを儲けたが、この長男は夭折している。ジェーンがオーストリア外交官フェリックス・シュヴァルツェンベルク公爵と浮気したため、1830年に離婚した。